# Precious Piece
「Precious Piece」（プレシャス ピース）は、キズナアイの12作目のシングルで、2019年4月3日に発売。

## 概要
アニメーション映画『LAIDBACKERS-レイドバッカーズ-』の主題歌であり、kzは、歌詞に『LAIDBACKERS-レイドバッカーズ-』の世界観とキズナアイらしさを両立させることができたと述べている。キズナアイのシングル曲としては初めてCD媒体でリリースされ、初回限定版としてLPサイズのジャケットでも発売される。

## 収録曲
| #  | タイトル           | 作詞・作曲 | 編曲   |
| -- | ------------------ | ---------- | ------ |
| 1. | 「Precious Piece」 | kz         | kz     |
| 2. | 「Cords Of Love」  | 清竜人     | 清竜人 |